# RSTS/E
RSTS/E (een afkorting voor: Resource Sharing Time Sharing Extended) was een multi-usertimesharingbesturingssysteem ontwikkeld door Digital Equipment Corporation ("DEC") (nu een onderdeel van Hewlett Packard) voor de PDP-11 16-bit minicomputer, en werd hoofdzakelijk gebruikt in de jaren tussen 1970 en 1990.
Het systeem was geschikt om met eindstations te werken zonder beeldscherm, uitvoer kwam op papier. 
Standaard werkte dit systeem in een BASIC-versie BASIC-PLUS genaamd, maar er waren ook andere talen beschikbaar, zoals RSX, FORTRAN, RT11, en COBOL. Ook een van eerste versies van SPSS werkte op dit besturingssysteem. 
Opmerkelijk was dat "DEC" zijn eigen COBOL versie had en deze DIBOL -DIgitalcoBOL- noemde.
Om een task/programma (*.TSK) te draaien was het noodzakelijk dat de broncode werd gecompileerd met een Dibol-compiler (DICOMP).
Tijdens dit compileren werden eventuele fouten gemeld en werd een Objectbestand als output (*.OBJ) gegenereerd dat dan vervolgens met de taskbuilder (TKB) een task of programma opleverde. Daarbij moest dan een aantal parameters worden opgegeven. Deze parameters verwezen van - in de juiste volgorde! - naar de bibliotheken waaruit de subroutines werden gehaald die door de programmeur in de bron waren genoemd.
Omdat de ruimte in de systemen (zowel de harde schijven als het interne geheugen) zeer beperkt was moest zuinig geprogrammeerd worden. Broncode of source die gedeeltelijk niet werd aangeroepen moest worden verwijderd om minder geheugenruimte in te nemen tijdens het runnen. Dat betekende vaak dat er een veelvoud van kleine programma's werd gemaakt die werden aangeroepen vanuit een uitgebreid menu in plaats van enkele grote programma's waarmee veel kon.
Bekend onderdeel van dit besturingssysteem was het PIP (Peripheral Interchange Program) programma dat het mogelijk maakte zowel iets naar een printer als naar een harde schijf of magneetband (tape) te sturen. Uiteraard waren printers nog uitsluitend karaktergeoriënteerd.
CCL commando's (Concise Command Language) maakten het mogelijk om bij de prompt afkortingen voor een opdracht op te geven.
SY was de gebruikte afkorting voor Systeem(informatie). Na het ingeven van SY kwam een pagina met informatie van gebruikers met KB (keyboardnummer) en de naam van de opgestarte taken alsmede een overzicht van de devices (configuratie). 
Je kon ook een optie meegeven voor een bepaald detail SY/D bijvoorbeeld gaf informatie over de disks en als je de functie SY/O ingaf werden de namen van de open bestanden getoond. Met SY/W kon je zelfs zien welke gebruikers op welke plaatsen in die open bestanden bezig waren. Dat was handig om te zien hoever een langdurige taak al vorderde of bijna was voltooid. Je moest dan natuurlijk wel weten welke bestanden werden gebruikt en hoe deze waren opgebouwd. Deze functie was vooral handig om naar vermeende 'record locked' situaties te kunnen kijken maar je moest dan natuurlijk wel inloggen als systeembeheerder.
Prioriteiten waren eenvoudig door de systeembeheerder toe te wijzen. Een taak die op de achtergrond draaide kon met een lagere prioriteit toe dan gebruikers achter het beeldscherm. Ook werd de snelheid achter het beeldscherm bepaald door de baudrate. Deze stond gewoonlijk op 4800 maar bleek gemakkelijk 9600 of zelfs wel 19200 te kunnen zijn. Deze baudrate moest echter wel vooraf tijdens de opstartprocedure worden opgegeven in een batchfile bij de 'Setting terminalcharacteristics'.
Vooral in een situatie van meerdere gebruikers waren dit instrumenten waar (mis)gebruik van gemaakt kon worden.
Omdat sommige langdurige selectie- en sorteeropdrachten konden worden opgegeven via een keyboard betekende dat deze dan met scherm bezet was totdat de taak was uitgevoerd. De systeembeheerder kon deze taken ook wel 'detachen' zodat er weer gebruikgemaakt kon worden van het keyboard(+scherm). Als je vervolgens weer inlogde kon je kiezen om een 'detached' job weer te 'attach'-en (weer vast maken aan je keyboard met scherm om en mee verder te werken).
Vindingrijkheid, flexibiliteit en improvisatietalent waren onmisbare kernkwaliteiten (bestond dat woord toen al?) voor de toenmalige systeembeheerders/systeemontwerpers.